# Sterns
De sterns of sternen zijn een groep van zeevogels, die verwant is aan de steltloperachtigen en schaarbekken en vaak wordt ondergebracht in de familie Sternidae. Over de indeling van de sterns is geen consensus. Doorgaans wordt de groep tot de familie van de meeuwen (Laridae) gerekend, soms als onderfamilie (Sterninae) of als geslachtengroep (Sternini). De meeste sterns werden vroeger ingedeeld bij het geslacht Sterna. Analyse van DNA-sequenties heeft echter geleid tot het opsplitsen van deze groep in een aantal clades wat resulteerde in een indeling in kleinere geslachten.
Sterns komen over de hele wereld voor.

## Biologie en gedrag
Veel sterns die in gematigde streken broeden, zijn lange-afstandstrekkers. Sommige soorten leggen hierbij zeer lange afstanden af. Zo ziet de noordse stern waarschijnlijk meer daglicht dan enig ander wezen, aangezien de soort in het hoge noorden broedt en de overwinteringsgebieden rond Antarctica liggen. Een noordse stern die als kuiken in de zomer van 1982 geringd was op de Farne-eilanden in het oosten van Groot-Brittannië, wist Melbourne in Australië te bereiken in oktober 1982. De vogel had daarmee een reis van 22000 km voltooid, slechts drie maanden nadat hij was uitgevlogen. De gemiddelde afstand lag boven de 240 km per dag en het was een van de langste vastgelegde afstanden die een vogel ooit had gevlogen.
Sterns zijn middelgrote vogels, meestal met een grijs of wit verenkleed en vaak met een deels zwarte kop. Ze hebben vrij lange snavels en poten met zwemvliezen. Ze zijn lichter gebouwd dan meeuwen en hebben als ze vliegen een eleganter voorkomen met een lange staart en lange vleugels. Sterns hebben geen waterdichte verenlaag en dus ze kunnen niet op het zee-oppervlak rusten.

De meeste sterns jagen op vis door te duiken. Vaak bidden ze daarbij eerst boven het wateroppervlak om hun prooi te lokaliseren. Moerassterns uit het geslacht Chlidonias pakken echter insecten vanaf het oppervlak van zoet water. Sterns zweven slechts zelden, maar een paar soorten (met name de bonte stern) zweven geregeld hoog boven zee. Hoewel sterns over zwemvliezen beschikken, zwemmen ze weinig, in de praktijk alleen om te baden.
Sterns broeden in grote, dicht opeengepakte kolonies. Afhankelijk van de soort en de habitat kunnen de nesten bestaan uit kuiltjes in de grond, rommelige verzamelingen stokjes in bomen of drijvende vegetatie. Sterns leven over het algemeen behoorlijk lang, zoals de meeste zeevogels. Van verscheidene soorten is bekend dat ze meer dan 30 jaar oud kunnen worden.

## Lijst van geslachten
- Geslacht Anous (5 soorten noddy's)
- Geslacht Chlidonias (4 soorten, waaronder de zwarte stern)
- Geslacht Gelochelidon (1 soort: lachstern)
- Geslacht Gygis (1 soort: opaalstern)
- Geslacht Hydroprogne (1 soort: reuzenstern)
- Geslacht Larosterna (1 soort: incastern)
- Geslacht Onychoprion (4 soorten waaronder de bonte stern)
- Geslacht Phaetusa (1 soort: grootsnavelstern)
- Geslacht Sterna (13 soorten, waaronder de visdief en de Noordse stern)
- Geslacht Sternula (7 soorten, waaronder de dwergstern)
- Geslacht Thalasseus (7 soorten, waaronder de grote kuifstern)

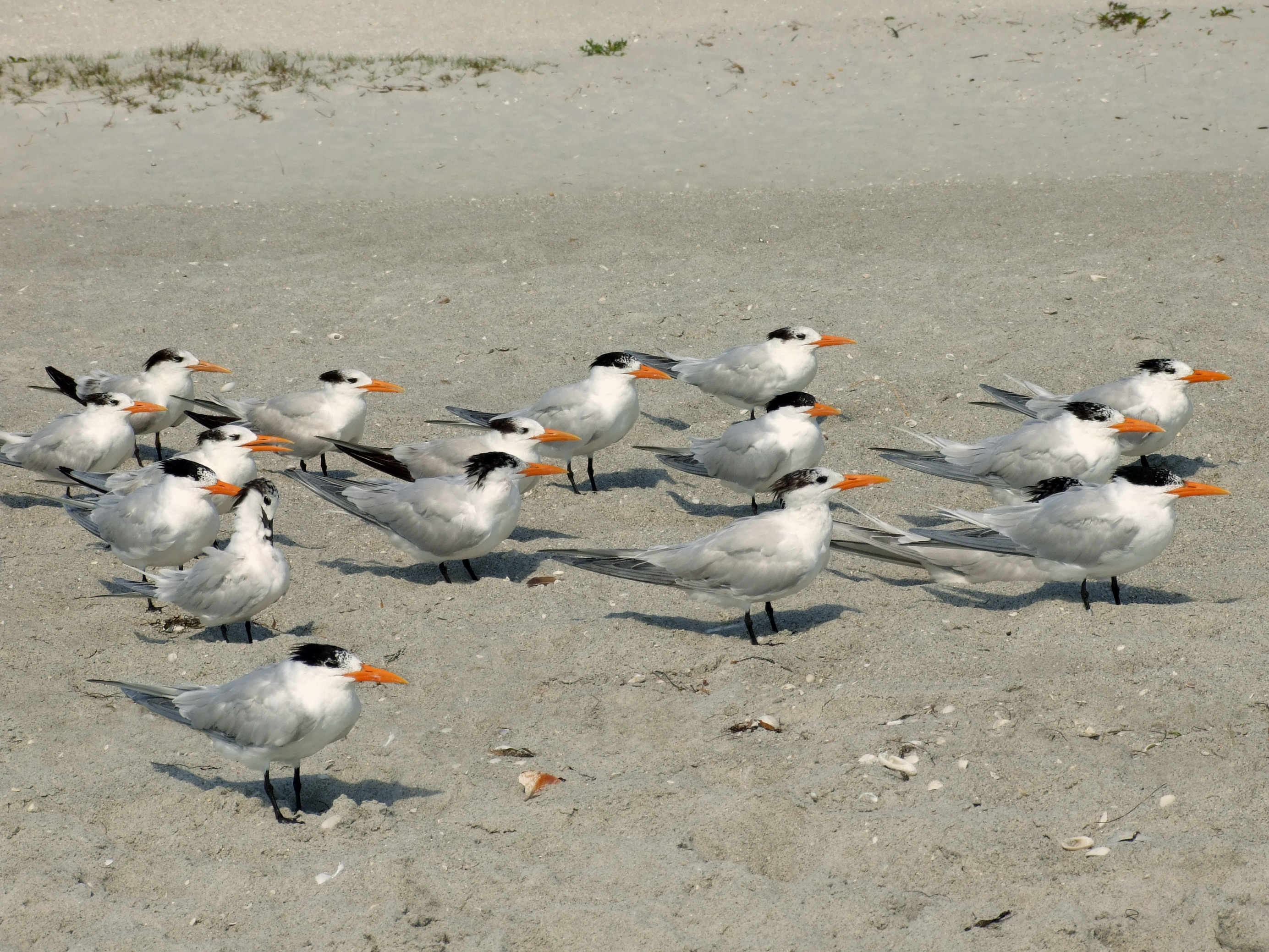
Koningssterns (Thalasseus maximus)
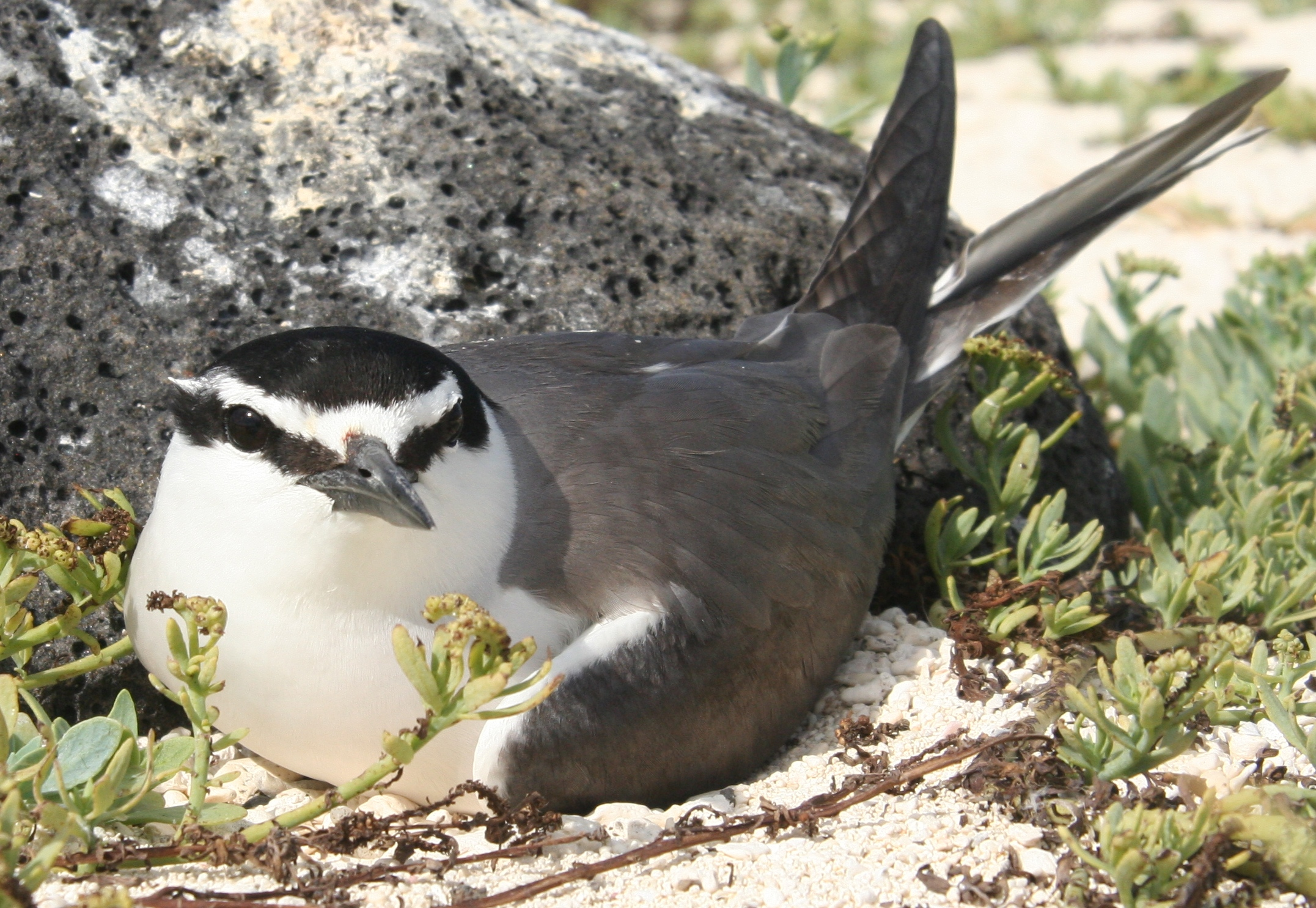
Fiji-stern (Onychoprion lunatus)
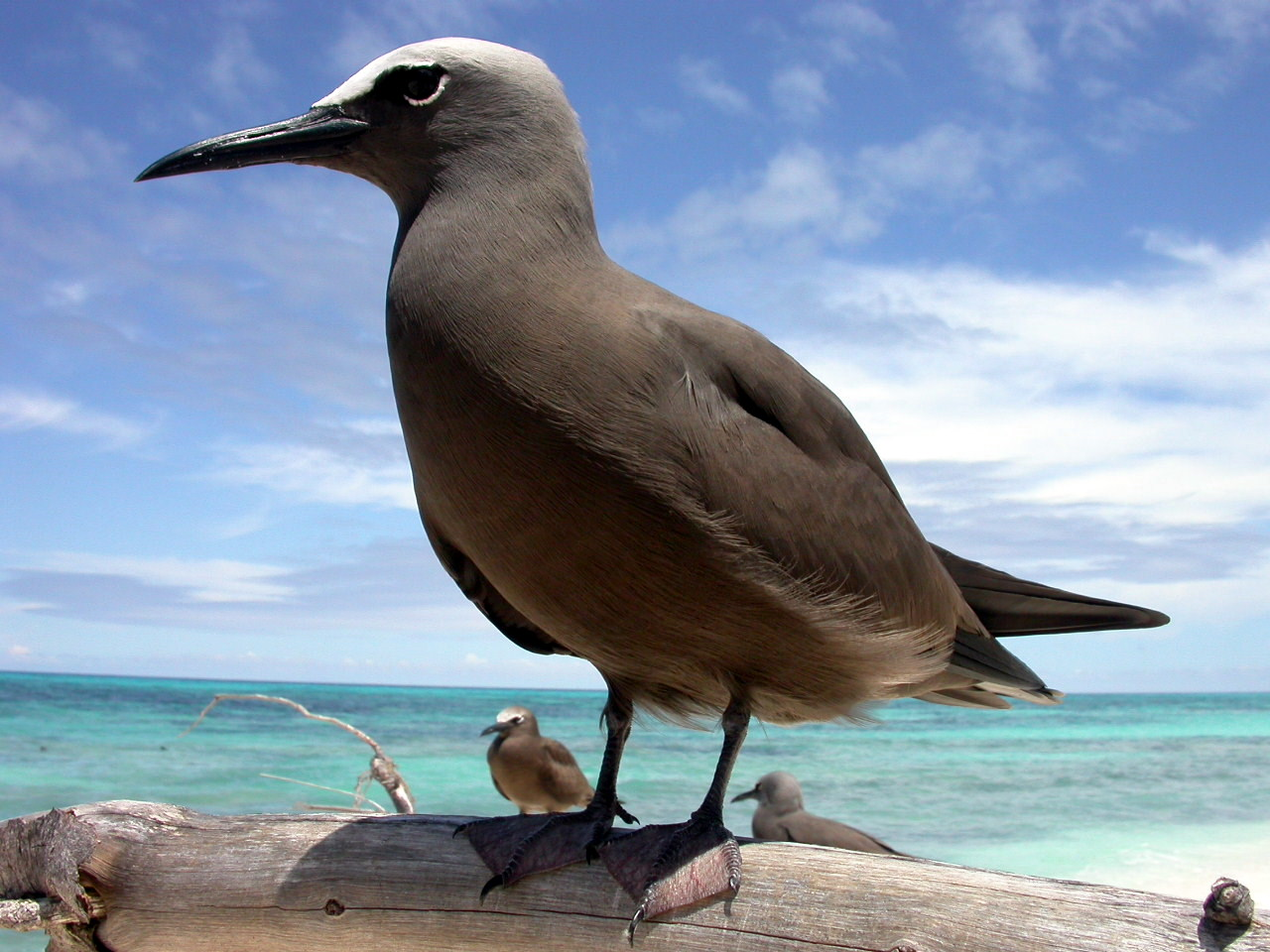
Noddy (Anous stolidus)
- Grote stern en grote jongen.
- Grote sterns en voeren van donsjongen.
- Grote sterns op Ameland.
- Grote sterns op de Hollumer Kwelder en Vogelpolle.

Vechtkwartels · Jacana's · Goudsnippen · Krabplevieren · Scholeksters · Ibissnavels · Steltkluten en kluten · Grielen · Renvogels en vorkstaartplevieren · Kieviten en plevieren · Magelhaenplevieren · Strandlopers en snippen · Kwartelsnippen · Trapvechtkwartels · Goudsnippen · IJshoenders · Jagers ·Pluvianidae (krokodilwachter) · Meeuwen, schaarbekken en sterns · Alken